# Kiczera Siankowska
Kiczera Siankowska (ukr. Кичера Сянківська) – szczyt w Bieszczadach (Karpaty) na terenie Ukrainy, o wysokości 888 m n.p.m. bezpośrednio przy granicy z Polską, na terenie Nadsiańskiego Regionalnego Parku Krajobrazowego, na zachód od miejscowości Sianki.

## Charakterystyka
Wzgórze, położone bezpośrednio nad prawym brzegiem Sanu, jest najwyższym spośród łańcucha charakterystycznych stromych wzniesień w górnej części doliny tej rzeki. Bezpośrednio nad Sanem, u podstawy wzgórza (po polskiej stronie granicy), zlokalizowane są ruiny cerkwi w Siankach (polskich) i folwarku Stroińskich. U stóp wschodnich stoków przebiega linia kolejowa z Sambora do Użhorodu. Na szczyt nie prowadzą żadne znakowane szlaki turystyczne.

## Nazwa
Nazwa wzgórza pochodzi od wsi Sianki. Sama nazwa Kiczera jest rozpowszechniona w tym rejonie. W prawie każdej wsi bojkowskiej tego terenu występują toponimy typu Kiczera, stąd popularne zróżnicowanie drugim członem, pochodzącym zwykle od nazwy sąsiedniej wsi.